# Tesoro (romanzo)
Tesoro (Treasure) è un romanzo di Clive Cussler del 1988, che narra le avventure di Dirk Pitt.

## Trama
Quest'avventura inizia nel 391 d.C., quando l'imperatore Teodosio I ordina di distruggere la biblioteca di Alessandria. Ma qualcosa va storto e non tutto viene bruciato anzi qualcosa viene ritrovata ai tempi nostri. A questo punto della storia intervengono gli agenti della NUMA (National Underwater and Marine Agency), dando inizio ad una caccia al tesoro che coinvolge molti personaggi di ogni stirpe e ceto sociale. L'equilibrio dell'economia mondiale può essere sconvolta da questo ritrovamento, che è iniziato con il recupero di una vecchia moneta d'oro nei freddi ghiacci della Groenlandia.

## Edizioni
- Clive Cussler, Tesoro, traduzione di Roberta Rambelli, La Gaja scienza, Longanesi, 11 maggio 1992,  p. 528, ISBN 9788830410695.
- Clive Cussler, Tesoro, traduzione di Roberta Rambelli, Teadue, TEA, 1994,  p. 524, ISBN 9788878195097.
- Clive Cussler, Tesoro, traduzione di Roberta Rambelli, Best TEA, TEA, 2008,  p. 461, ISBN 9788850216321.
- Clive Cussler, Tesoro, traduzione di Roberta Rambelli, Best TEA, TEA, 2014,  p. 532, ISBN 9788850237531.
- Clive Cussler, Tesoro, traduzione di Roberta Rambelli, Tea più, TEA, 11 luglio 2019,  p. 526, ISBN 9788850254576.